# Episodi di Strega per amore (terza stagione)
La terza stagione di Strega per amore è andata in onda negli Stati Uniti d'America dal 12 settembre 1967 al 26 marzo 1968 sul canale statunitense NBC.
| nº | Titolo originale                            | Titolo italiano                              | Prima TV USA      | Prima TV Italia |
| -- | ------------------------------------------- | -------------------------------------------- | ----------------- | --------------- |
| 1  | Fly Me to the Moon                          | Vita da scimmia                              | 12 settembre 1967 |                 |
| 2  | Jeannie or the Tiger?                       | Jekyll Jeannie e Hide Jeannie                | 19 settembre 1967 |                 |
| 3  | The Second Greatest Con Artist in the World | Il più grande truffatore del mondo           | 26 settembre 1967 |                 |
| 4  | My Turned-On Master                         | Meglio cento giorni da uomo che uno da genio | 3 ottobre 1967    |                 |
| 5  | My Master, the Weakling                     | Il mio padrone è un debole                   | 10 ottobre 1967   |                 |
| 6  | Jeannie, the Hip Hippie                     | Il mio impresario è un genio                 | 17 ottobre 1967   |                 |
| 7  | Everybody's a Movie Star                    | È nata una Stella                            | 31 ottobre 1967   |                 |
| 8  | Who Are You Calling a Jeannie?              | Io sarei un genio?                           | 7 novembre 1967   |                 |
| 9  | Meet My Master's Mother                     | La madre del mio padrone                     | 14 novembre 1967  |                 |
| 10 | Here Comes Bootsie Nightingale              | Arriva la grande diva                        | 21 novembre 1967  |                 |
| 11 | Tony's Wife                                 | La moglie di Tony                            | 28 novembre 1967  |                 |
| 12 | Jeannie and the Great Bank Robbery          | La grande rapina                             | 5 dicembre 1967   |                 |
| 13 | My Son, the Genie                           | Mio figlio è un genio                        | 12 dicembre 1967  |                 |
| 14 | Jeannie Goes to Honolulu                    | Jeannie alle Hawaii                          | 26 dicembre 1967  |                 |
| 15 | The Battle of Waikiki                       | La Battaglia di Waikiki                      | 2 gennaio 1968    |                 |
| 16 | Genie, Genie, Who's Got the Genie? (part 1) | Dov'è il Genio? - 1ª Parte                   | 16 gennaio 1968   |                 |
| 17 | Genie, Genie, Who's Got the Genie? (part 2) | Dov'è il Genio? - 2ª Parte                   | 23 gennaio 1968   |                 |
| 18 | Genie, Genie, Who's Got the Genie? (part 3) | Dov'è il Genio? - 3ª Parte                   | 30 gennaio 1968   |                 |
| 19 | Genie, Genie, Who's Got the Genie? (part 4) | Dov'è il Genio? - 4ª Parte                   | 6 febbraio 1968   |                 |
| 20 | Please, Don't Feed the Astronauts           | Non date da Mangiare agli Astronauti         | 13 febbraio 1968  |                 |
| 21 | My Master, the Ghostbreaker                 | Lo Scacciafantasmi                           | 20 febbraio 1968  |                 |
| 22 | Divorce, Jeannie Style                      | Il Divorzio di Jeannie                       | 27 febbraio 1968  |                 |
| 23 | My Double-Crossing Master                   | Quell'Imbroglione del mio Padrone            | 5 marzo 1968      |                 |
| 24 | Have You Ever had a Jeannie Hate You?       | L'odio di un genio                           | 12 marzo 1968     |                 |
| 25 | Operation: First Couple on the Moon         | La prima coppia sulla Luna                   | 19 marzo 1968     |                 |
| 26 | Haven't I Seen Me Someplace Before?         | Il suo viso non mi è nuovo                   | 26 marzo 1968     |                 |

## Vita da scimmia
Jeannie trasforma la cavia della NASA, lo scimpanzé Sam, in umano. Come sempre guai si attendono.

## Jekyll Jeannie e Hide Jeannie
Nostalgica della lontananza dai parenti, Jeannie porta la scorbutica sorella Jinni da lei. Ma quest'ultima la imprigiona dalla bottiglia e si finge lei, arrivando persino a spedire Roger in posti scomodi.

## Meglio cento giorni da uomo che uno da genio
Senza avvisarlo, Jeannie dona a Tony i suoi poteri per 24 ore.

## Il mio padrone è un debole
Jeannie, Tony e Roger devono andare a cena e a ballare, ma gli ultimi due vengono stremati dagli esercizi del duro comandante Kinsky. La ragazza l'indomani cambia "notevolmente" il comportamento del comandante.

## È nata una Stella
A causa di un film nella NASA, Jeannie si unisce a Tony e Roger, che però viene chiamato come "peggiore attore al mondo" dal regista. Ma...

## Io sarei un genio?
A causa di un malore, Jeannie viene portata dal Dr. Bellows in ospedale. Tony e Roger si affrettano per arrivare ed evitare che si scoprano i poteri della ragazza. Inaspettatamente il colpo provoca a Jeannie una perdita di memoria.

## La madre del mio padrone
Arriva a casa la madre di Tony, la Sig.ra Nelson, che conosce Jeannie...

## Arriva la grande diva
Tony, Roger e Jeannie hanno a che fare con un'attrice famosa.

## Mio figlio è un genio
Jeannie prova a insegnare ad un genio apprendista, Allan, che però non riesce ad usare i suoi poteri. Intanto da Tony, per partecipare ad una cena con lui, Roger e il Dr. Bellows, sta per arrivare un ospite speciale: il presidente degli Stati Uniti d'America.

## Jeannie alle Hawaii
Tony e Roger ingannano Jeannie, dicendo che vanno al Polo Nord, e se ne vanno in vacanza alle Hawaii, dove ci sono tante ragazze affascinate da Tony e i coniugi Bellows. Ma Jeannie lo scopre e, gelosa, medita vendetta.

## La Battaglia di Waikiki
Ancora alle Hawaii, Jeannie, esprimendo uno dei loro soliti desideri che non vorrebbero esprimere veramente, regala a Tony e Roger un incontro con un antico re hawaiano, che però vuole ripristinare il suo regno e rendere l'isola com'era prima dell'industrializzazione. Guai con le persone, in primis il Dr. Bellows, si attendono.

## Dov'è il Genio? (prima parte)
In modo accidentale, Tony rinchiude Jeannie in una capsula destinata alla partenza sulla Luna...

## Dov'è il Genio? (seconda parte)
Tony deve recuperare la cassaforte in cui e' rinchiusa Jeannie, che si trova nelle mani di due loschi scassinatori.

## Dov'è il Genio? (terza parte)
Jeannie è ancora chiusa all'interno della cassaforte. La visita di sua sorella, pero', rischia di complicare ulteriormente la situazione.

## Dov'è il Genio? (quarta parte)
Tony lotta contro il tempo per riuscire a liberare la povera Jeannie. La situazione e' critica e la posta in gioco è molto alta. Il "Padrone" ha però in mente un piano, coinvolgendo un gelataio, mentre Roger deve sabotare il viaggio di uno scienziato che deve accompagnare a Cocoa Beach per aprire la cassaforte, che però alle ore 13 esploderà!

## Non date da Mangiare agli Astronauti
Tony e Roger decidono di passare 5 giorni in ospedale senza mangiare guidati da un dietologo spietato. Jeannie crede che lo facciano solo per stare con le belle infermiere.

## Lo Scacciafantasmi
Tony, Roger e Jeannie trascorrono una macabra notte all'interno di un vecchio palazzo ereditato da Tony. Il palazzo infatti pare essere infestato.

## Il Divorzio di Jeannie
La Signora Bellows scopre alcuni strani comportamenti di Jeannie nei confronti di Tony. Sconvolta da questa situazione, decide di aiutare Jeannie a divorziare.

## Quell'Imbroglione del mio Padrone
Tony e Roger scommettono sulla fedeltà di Jeannie. Così inventa il personaggio dell'inglese Dr. Jeffrey, che prova a conquistare Jeannie.

## L'odio di un genio
Dopo la visita della sorella Jinni, a causa di alcune pozioni magiche di due bottiglie Jeannie inizia ad odiare Tony, e ad amare Roger, diventando il suo genio. A suo posto Jinni diventa quello di Tony, e rivela di essere la colpevole della situazione.

## La prima coppia sulla Luna
Il Dr. Bellows decide di inviare la prima coppia di astronauti sulla Luna. Sapendo che il prescelto è Tony, Jeannie è discontenta e gelosa e la sorella la illude dicendo che l'aiutera a far sì che nessuna donna accompagni Tony, quando sarà lei a farlo.

## Il suo viso non mi è nuovo
Tony e Jeannie organizzano una festa di compleanno per Roger, e Jeannie vuole esprimergli un suo desiderio per l'occasione.